# Roman Ramon Seuma
Roman Ramon Seuma (Santa Coloma de Queralt, 30 de gener de 1903 – 23 d’octubre de 1992) va ser un activista cultural i defensor del patrimoni artístic de Santa Coloma de Queralt.
Entre 1929 i 1939 va ser delegat de l’associació Amics de l’Art Vell, entitat decisiva en la salvació de la portalada de Santa Maria de Bell-lloc. Ja en la seva vellesa, va ser nomenat delegat de Belles Arts a la zona de Santa Coloma (1969) i membre numerari i acadèmic de l'Acadèmia de Belles Arts de Sant Jordi (1974). El 1973 va participar en la XVII Assemblea Intercomarcal d'Estudiosos amb la comunicació "Per la defensa del patrimoni artístic colomí".

## Associació Arqueològica de la Vila
El 1946 alerta a les autoritats de Santa Coloma que les restes del cenotafi de Pere de Queralt i Francesca de Castellnou, guardats en el garatge municipal, han sofert un intent de robatori. Vers aquest any contribueix a constituir l’Associació Arqueològica de la Vila (AAV), ocupant el càrrec d’arxiver perpetu i conservador.
Entre altres tasques, l’AAV rescata la Creu de terme del Niceta i la Creu de la Banya, i promou la reproducció de la imatge de Santa Coloma a la Font dels Comtes, executada per Pere Claver Sebastià. Prèviament, Roman Ramon havia encoratjat Claver Sebastià a fer una reproducció exacta de la portalada de Santa Maria de Bell-lloc en fusta de boix. Més enllà de la conservació artística, l'AAV edita l’informa La escultura de la portada de Santa María de Belloc en Santa Coloma de Queralt, de Carlos Cid Priego.

## Museu de Santa Coloma de Queralt
L’agost de 1947 contribueix a crear el Museu de Santa Coloma de Queralt, actiu fins a principis dels anys setanta, gràcies a una col·laboració entre l’associació d’Amics de l’Art Vell i l’Associació Arqueològica de la Vila. El museu va participar en el desè aniversari de la UNESCO, celebrat al Palau de la Virreina el 1956. Damià Amorós va documentar l’inventari que en confeccionà Ramon el 1958, format per 47 peces, entre les quals destaquen l’esmentat cenotafi dels barons de Santa Coloma, creus de terme, capitells de Santa Maria de Bell-lloc, i un dibuix de Manuel Albi Morera del convent mercedari (1828).
Segons Ramon, el 23 de març de 1960 van desaparèixer 14.000 quilos d’elements arquitectònics del Museu.